# フリードリヒ・ハーゼノール

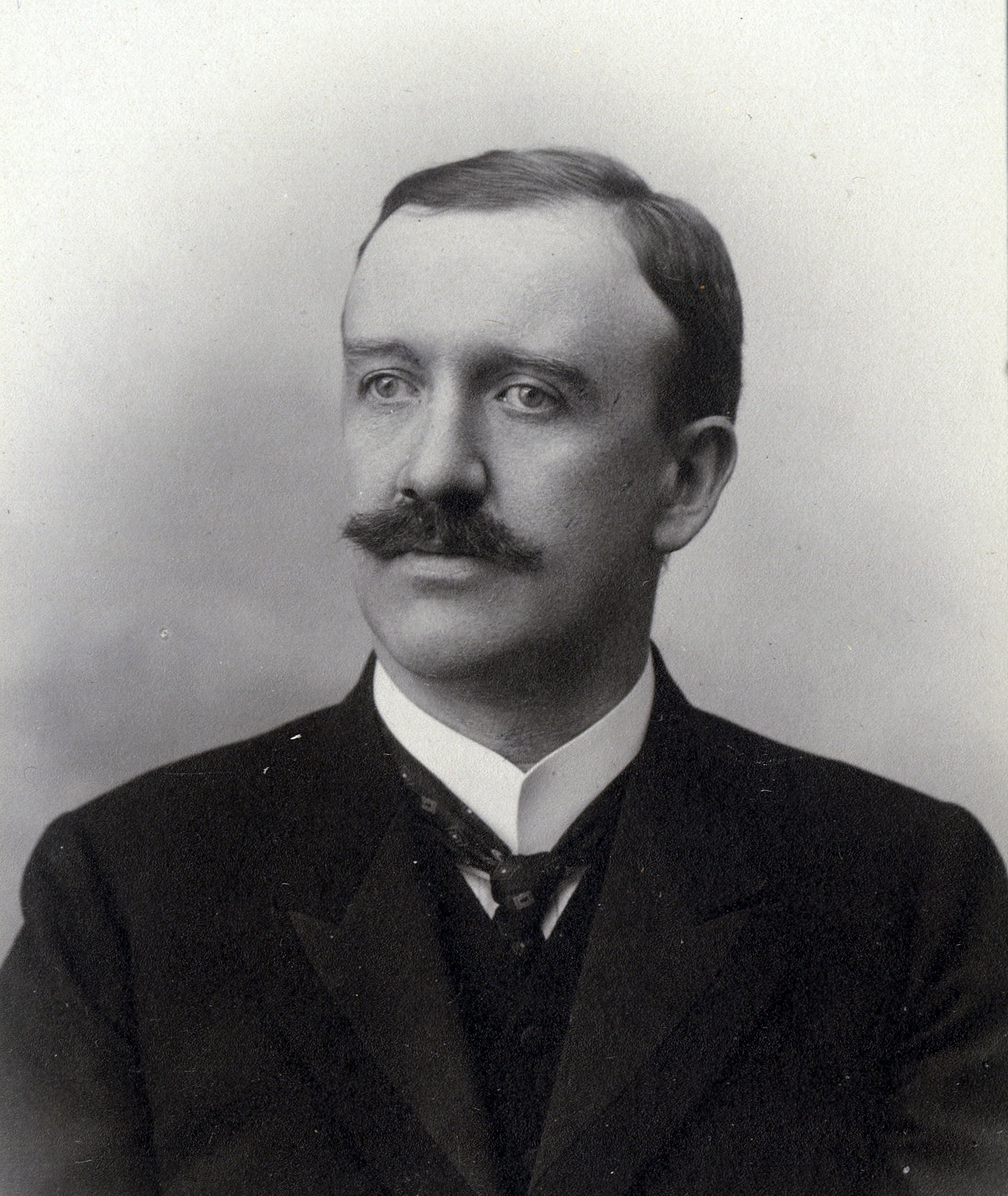
Friedrich Hasenöhrl

フリードリヒ・ハーゼノール（ハーゼンエールル、ハーゼンエール、Friedrich Hasenöhrl [ˈhaːzn̩|øːɐ̯l]、1874年11月30日 - 1915年10月7日）はオーストリアの物理学者。
アインシュタインの有名なエネルギーと質量の関係式E=mc²と同じ形の式を1904年に発表していたとされる。
ウィーンに生まれ、ウィーン大学でヨーゼフ・シュテファンとルートヴィッヒ・ボルツマンの元で学び、ライデン大学の低温研究所でヘンドリック・ローレンツのもとで研究した。1905年にアルベルト・アインシュタインが相対性理論で導いた質量とエネルギーの関係をその前年に発表していた。1907年に、自殺したボルツマンの後をついでウィーン大学の理論物理学部長となり、エルヴィン・シュレーディンガーら、多くの物理学者を育てた。1914年、第一次世界大戦が始まると、オーストリア・ハンガリー帝国陸軍に志願し、南チロルでイタリア軍と戦って40歳で戦死した。

## ハーゼノールとアインシュタイン
ハーゼノールは放射で満たされた空洞の慣性についての論文を1904年と1905年に発表した。この理論では電磁質量によって物質の慣性が大きくなる。
この電磁質量の式は、数か月後の1905年9月にアルバート・アインシュタインがアナーレン・デア・フィジークに発表した有名な質量とエネルギーの等価式 E=mc²に似ている。この類似性によってアインシュタインの批判者は、アインシュタインがハーゼノールの式を盗用したと1930年代まで主張することとなった。
例えば、フィリップ・レーナルトは1921年にE=mc²の先取権をハーゼノールに与える論文を出版した（レーナルトはまたヨハン・フォン・ゾルトナーやパウル・ゲルベルにも一般相対性理論の一部の効果についての先取権を与えた）。しかしマックス・フォン・ラウエはすぐにそれらの主張に以下のように反論した。電磁エネルギーの慣性は、特にアンリ・ポアンカレ(1900年)とマックス・アブラハム(1902年)の仕事によってハーゼノールのかなり前から知られており、ハーゼノールは空洞放射の計算に彼らの結果を使っただけである、と。またラウエは、あらゆる形態のエネルギーの慣性（本当の質量エネルギー等価性）の確立をアインシュタインに帰し、彼が相対性理論との関連でその等価性の深い意味合いを初めて理解した、とした。